# Inibitori di BET
Gli inibitori BET sono una classe di farmaci mirati in fase di ricerca che regolano le modificazioni epigenetiche nella terapia dei tumori maligni. Fanno parte di questa classe:
- Inibitori non-selettivi
  - JQ1[2]
  - OTX015[3]
  - I-BET[4]
  - I-BET762[5]
  - NHWD-870
  - BMS-986158
  - GSK525762[6]
- Inibitori selettivi per BD1
  - MS436[7]
  - MS402[8]
  - Olinone[9]
  - GSK789[10]
- Inibitori selettivi per BD2
  - RVX-208[11]
  - ABBV-744[12]
  - SJ432[13]
  - BY27[14]
- PROTACs
  - dBET1[15]
  - MZ1[16]
  - ARV-825[17]
  - ARV-771

## Storia
Un brevetto del 2008 (PCT/JP2008/073864) ha descritto per la prima volta l’attività antitumorale degli inibitori BET.

## Farmacologia e tossicologia

### Farmacodinamica
Due studi condotti nel 2010 hanno dimostrato che gli inibitori BET possiedono proprietà anticancerogene e antinfiammatorie.
Agiscono principalmente nelle neoplasie ematologiche sopprimendo l'espressione trascrizionale di BCL2 e c-MYC, due proto-oncogeni. La loro attività consiste nel ridurre l’interazione tra le proteine BRD e gli istoni acetilati. Riducono i livelli di BRD4 nei promotori e negli enhancer a livello genomico nelle cellule tumorali, e questa inibizione è più marcata nei super-enhancer rispetto agli enhancer normali, colpendo gli oncogeni in modo efficiente e specifico.
Nel carcinoma polmonare non a piccole cellule gli inibitori BET regolano principalmente il percorso di segnalazione noto come NF-κB, mentre nel tumore alla prostata impediscono l’interazione diretta tra BRD4 e il recettore degli androgeni, rallentando lo sviluppo del tumore e riducendo l’espressione dei geni bersaglio degli androgeni.
Ricerche svolte sul tumore alla mammella indicano che gli inibitori BET impediscono principalmente a BRD4 di legarsi al promotore BR-α, mentre le ricerche sul linfoma diffuso a grandi cellule B di tipo ABC (ABC DLBCL) hanno dimostrato che gli inibitori BET riducono l’attività di IKK.
Nel tumore all'ovaio hanno mostrato meccanismi d’azione differenti a seconda del sottotipo di tumore e delle alterazioni genetiche presenti. Sono in grado di modulare selettivamente l’espressione di NOTCH3 agendo su BRD4 e influenzando i geni effettori a valle. Inibiscono significativamente la produzione di CSF1 da parte delle cellule tumorali, il che potrebbe influenzare la progressione del cancro mediata dai macrofagi associati al tumore (TAM).
Uno studio ha dimostrato che gli inibitori BET possono aumentare l’espressione del fattore pro-apoptotico BIM (BCL2L11), appartenente alla famiglia BCL2, indurre l’apoptosi delle cellule tumorali attraverso la via mitocondriale dell’apoptosi e inibire l’invasione e la migrazione delle cellule tumorali tramite il pathway STAT3, riducendo la fosforilazione di quest’ultimo.

#### Inibitori non selettivi
JQ1:
- riduce la trascrizione di IL7R, rimuove BRD4 dal promotore di IL7R e sopprime anche l’attivazione di JAK2 e STAT5[2]
- impedisce a BRD4 di legarsi all’Ac-Lys310, sopprimendo così l’attivazione di NF-κB e la trascrizione correlata a NF-κB[27][28]

OTX015 è stato dimostrato essere in grado di regolare negativamente gli intermedi del pathway di segnalazione JAK/STAT in studi sperimentali in vitro e in vivo su linfomi delle cellule B mature.
L'I-BET è una molecola sintetica che “mima” gli istoni acetilati per interrompere i complessi della cromatina essenziali alla trascrizione di geni associati all’infiammazione nei macrofagi attivati. Studi hanno dimostrato che offre una protezione contro lo shock endotossico indotto da lipopolisaccaridi e la sepsi causata da batteri.
I-BET762 è un inibitore BET somministrabile per via orale, con affinità pan-specifica per le proteine BET, che prende di mira principalmente BRD2, BRD3 e BRD4. Gli studi hanno dimostrato che agisce principalmente attraverso la sotto-regolazione di MYC e IRF4, oltre alla upregolazione di HEXIM1.
NHWD-870:
- mostra un'efficacia notevole nel sopprimere la proliferazione di diversi tipi di tumori attraverso la sotto-regolazione dell'espressione del fattore di crescita delle colonie dei macrofagi (CSF1) nelle cellule tumorali;[6]
- attraverso il controllo di SPINK6, riduce significativamente l’invasione e la metastasi del melanoma sia in vivo che in vitro;[30]
- in combinazione con la citarabina, ha dimostrato effetti sinergici contro il melanoma sia in vivo che in vitro;[31]
- ha dimostrato avere un eccellente potenziale terapeutico nel trattamento dell’osteosarcoma.[32]

#### Inibitori selettivi BD1
MS436, il primo inibitore BD1 identificato con potenza nanomolare, presenta una selettività dieci volte superiore per BRD4-BD1 rispetto a BRD4-BD2. La selettività di MS436 per BD1 è attribuita alle interazioni di legame idrogeno tra MS436 e alcuni residui amminoacidici, tra cui Pro82, Gln85, Lys91 e Asn140. Nei macrofagi murini, MS436 inibisce efficacemente l’attività trascrizionale di BRD4 nella produzione di citochine pro-infiammatorie IL6 e ossido nitrico, mediata da NF-κB.
MS402, è nove volte più specifico per BD1 rispetto a BD2. Inibisce e attenua efficacemente la colite indotta dalla metastasi dei linfociti T nei topi, ostacolando la proliferazione eccessiva delle cellule Th17. L'olinone ha una selettività per BD1 cento volte superiore rispetto a BD2 e favorisce la differenziazione dei progenitori degli oligodendrociti nei topi, mentre JQ1 inibisce tale differenziazione. Questo suggerisce che la regolazione selettiva dei singoli bromodomini (BD) può potenziare l’attività rigenerativa cellulare nell’invecchiamento e nella neurodegenerazione.
GSK789, un inibitore altamente selettivo di BET-BD1, mostra una selettività per BD1 circa 1000 volte superiore rispetto a BD2. Analogamente alle attività antiproliferative degli inibitori pan-BET, mantiene una forte attività antinfiammatoria e immunomodulante in vitro.

#### Inibitori selettivi BD2
RVX-208 è stato il primo inibitore BET selettivo per BD2 noto per indurre un profilo di espressione genica più specifico rispetto a quello alterato in risposta a JQ1. Il numero limitato di geni influenzati da RVX-208 ne riduce l’efficacia come farmaco antitumorale, ma grazie ai suoi effetti antinfiammatori, è ben tollerato come trattamento per le malattie cardiovascolari e il diabete di tipo 2.
ABBV-744 mostra un notevole grado di selettività verso BD2 nelle proteine BRD2, BRD3 e BRD4, con un’affinità per BD2 centinaia di volte superiore rispetto a BD1. A differenza di RVX-208, che ha un’efficacia limitata come agente antitumorale, il trattamento con ABBV-744 produce potenti effetti antiproliferativi nella leucemia mieloide acuta (AML) e nel tumore alla prostata.
SJ432 è un nuovo inibitore selettivo per BD2, simile alla tetraidrochinolina, che mostra un’efficacia superiore rispetto a JQ1 nei modelli in vivo di neuroblastoma, grazie all’inibizione prolungata dell’espressione dell’oncoproteina c-MYC, responsabile della progressione tumorale.
BY27 è un composto che inibisce efficacemente la crescita tumorale nei topi, presentando una tossicità inferiore rispetto agli inibitori pan-BET. Le sue caratteristiche strutturali uniche lo rendono un candidato promettente per lo sviluppo e la sintesi di futuri inibitori selettivi per BD2.
Uno studio suggerisce che le molecole selettive per BD2 possano mantenere l’efficacia terapeutica riducendo al contempo diversi tipi di tossicità indesiderata legata a dosaggi elevati degli inibitori BET, fornendo una solida base per lo sviluppo di inibitori BET selettivi per BD2 nella terapia oncologica.

#### PROTACs
I PROTACs mirati alle proteine BET non sono specifici per i tessuti. Impediscono il riconoscimento, da parte della ligasi E3, della regione di degradazione situata tra BD1 e BD2, attenuando così la degradazione delle proteine BET mediata dall’ubiquitinazione. Questo porta a una frequente sovraregolazione retroattiva delle stesse proteine BET e alla riattivazione dell’espressione di c-MYC.
dBET1, il primo degradatore BET riportato nel 2015, è stato sviluppato utilizzando un derivato della talidomide e JQ1 come maniglia per la ligasi E3. Questo composto ha degradato in modo efficiente e selettivo diversi membri della famiglia BET espressi nelle cellule leucemiche, riducendo significativamente i livelli di MYC. dBET1 riduce significativamente BRD4 entro un'ora e lo degrada completamente in due, mentre JQ1 o la talidomide, somministrati singolarmente, non hanno alcun effetto.
Poiché i PROTACs eliminano completamente i livelli proteici di BRD4 e causano una successiva sottoregolazione di MYC, mostrano un'azione in vitro superiore rispetto agli inibitori BET. Sebbene JQ1 venga utilizzato anche come impalcatura per il reclutamento del bromodominio (BD), il degradatore BET MZ1 mostra una selettività verso BRD4, suggerendo che la selettività del bersaglio potrebbe essere migliorata introducendo la ligasi E3 VHL.
Questo è dovuto alla struttura cristallina ternaria di MZ1, che è collegata al ligando VHL tramite catene di polietilenglicole, permettendo lo sviluppo di interazioni specifiche tra le molecole all'interno del complesso ternario, causando la degradazione selettiva di BRD41.
MYC, CDK4, ciclina D1 e BTK sono tutti significativamente sottoregolati in una linea cellulare di linfoma a cellule del mantello (MCL) quando esposti ai degradatori BET ARV-825 e ARV-771. ARV-771 ha inoltre mostrato efficacia antitumorale in modelli di leucemia mieloide acuta (AML) e carcinoma prostatico resistente alla castrazione (CRPC).

### Effetti del composto e usi clinici
Sebbene i primi studi clinici abbiano mostrato il potenziale anticancerogeno degli inibitori BET, sembra che questi farmaci abbiano un'efficacia limitata quando utilizzati da soli. Alcuni, singoli o in combinazione, sono stati formulati per l’intervento terapeutico nelle neoplasie ematologiche, nei tumori della linea mediana NUT e in diversi tumori solidi. La maggior parte si trova solo nella Fase I o II, e diversi hanno mostrato risultati contrastanti negli studi clinici.

### Controindicazioni ed effetti collaterali
La mancanza di specificità degli inibitori pan-BET nei confronti delle proteine BRD e dei domini BD1 e BD2 ha portato alla comparsa di diversi effetti indesiderati. Gli effetti collaterali gastrointestinali (diarrea, nausea e vomito), trombocitopenia, anemia, affaticamento e iperbilirubinemia sono quelli osservati più frequentemente negli studi clinici.
La trombocitopenia è l’effetto avverso ematologico più comune e grave legato alla tossicità dose-limitante osservata clinicamente con gli inibitori BET e, nei casi più gravi, può portare a insufficienza della coagulazione o persino a emorragie incontrollabili. Questo effetto collaterale potrebbe essere correlato all’interferenza degli inibitori BET con il fattore di trascrizione GATA1.
Studi hanno dimostrato che la terapia con inibitori BET può indurre la transattivazione di genomi virali, come il virus di Epstein-Barr (EBV) e l’herpesvirus associato al sarcoma di Kaposi. Inoltre, vi è la preoccupazione che il virus dell’immunodeficienza umana (HIV) latente possa potenzialmente essere riattivato a seguito di tale intervento terapeutico.
Per i pazienti di sesso maschile che utilizzano inibitori BET, l’atrofia testicolare rappresenta un effetto collaterale preoccupante. Studi in vivo suggeriscono che l’inibizione di BRD4 può anche indurre una varietà di fenotipi importanti, sebbene reversibili, tra cui alopecia, iperplasia cutanea e carenza di cellule staminali dell’intestino tenue.
Gli inibitori BET possono influenzare i programmi trascrizionali dei cardiomiociti dipendenti da BRD4, il che potrebbe aiutare a prevenire l’insufficienza cardiaca causata dall’ipertrofia dei cardiomiociti, tuttavia, ciò evidenzia anche il rischio di potenziali effetti cardiaci avversi.

### Tossicologia
Tutti gli inibitori BET hanno mostrato profili di tossicità simili.